# Franck Carmagnolle
Franck Carmagnolle (5 aprile 1972) è un ex sciatore alpino francese.

## Biografia
Gigantista puro originario di Villard-de-Lans, Carmagnolle debuttò in campo internazionale in occasione dei Mondiali juniores di Zinal 1990 e nella successiva rassegna iridata giovanile di Geilo/Hemsedal 1991 vinse la medaglia di bronzo; ottenne due piazzamenti in Coppa del Mondo, 25º il 15 dicembre 1991 in Alta Badia e 26º il 28 novembre 1992 a Sestriere, mentre in Coppa Europa prese per l'ultima volta il via il 15 febbraio 1996 a Sankt Johann in Tirol, senza completare la prova. Si ritirò al termine di quella stessa stagione 1995-1996 e la sua ultima gara fu un supergigante FIS disputato il 10 aprile all'Alpe d'Huez; non prese parte a rassegne olimpiche o iridate.

## Palmarès

### Mondiali juniores
- 1 medaglia:
  - 1 bronzo (slalom gigante a Geilo/Hemsedal 1991)

### Coppa del Mondo
- Miglior piazzamento in classifica generale: 142º nel 1993